# Drassinella unicolor
Drassinella unicolor is een spinnensoort uit de familie van de bodemzakspinnen (Liocranidae).
De wetenschappelijke naam van de soort werd in 1935 als Gosiphrurus unicolor gepubliceerd door Ralph Vary Chamberlin & Wilton Ivie.